# Arconcey
Arconcey ist eine französische Gemeinde mit 218 Einwohnern (Stand: 1. Januar 2022) im Département Côte-d’Or in der Region Bourgogne-Franche-Comté. Sie gehört zum Arrondissement Beaune und zum Kanton Arnay-le-Duc.
Nachbargemeinden sind Chailly-sur-Armançon im Norden, Châtellenot im Osten, Clomot im Südosten, Allerey im Südwesten und Beurey-Bauguay im Westen.

## Bevölkerungsentwicklung
| Jahr                       | 1962 | 1968 | 1975 | 1982 | 1990 | 1999 | 2008 | 2015 |
| -------------------------- | ---- | ---- | ---- | ---- | ---- | ---- | ---- | ---- |
| Einwohner                  | 245  | 260  | 229  | 207  | 193  | 188  | 201  | 220  |
| Quellen: Cassini und INSEE |      |      |      |      |      |      |      |      |

## Sehenswürdigkeiten
- Himmelfahrts-Kirche (Église de l’Assomption), Monument historique seit 1925
- Kriegerdenkmal
- Flurkreuze

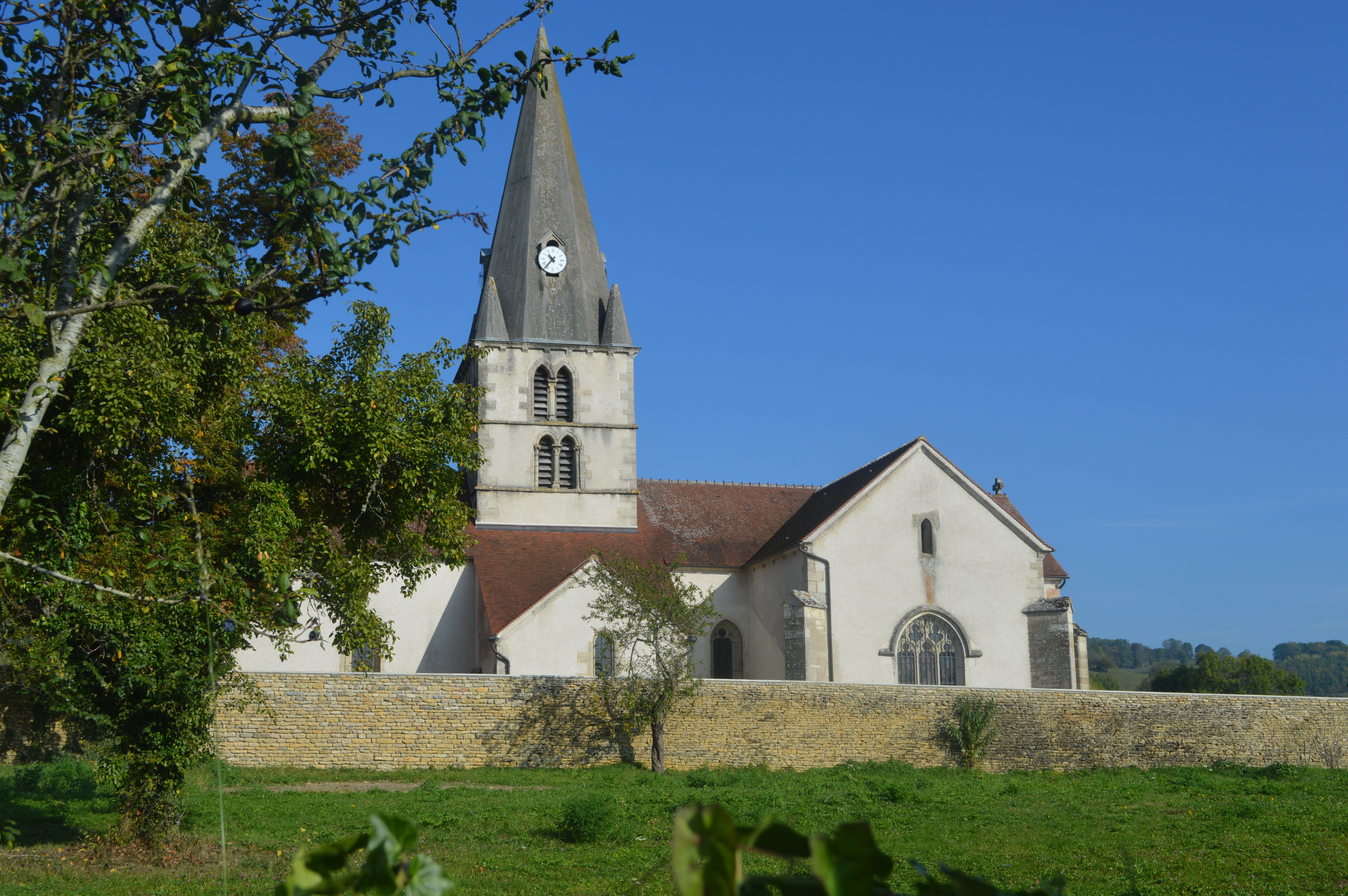
Himmelfahrts-Kirche
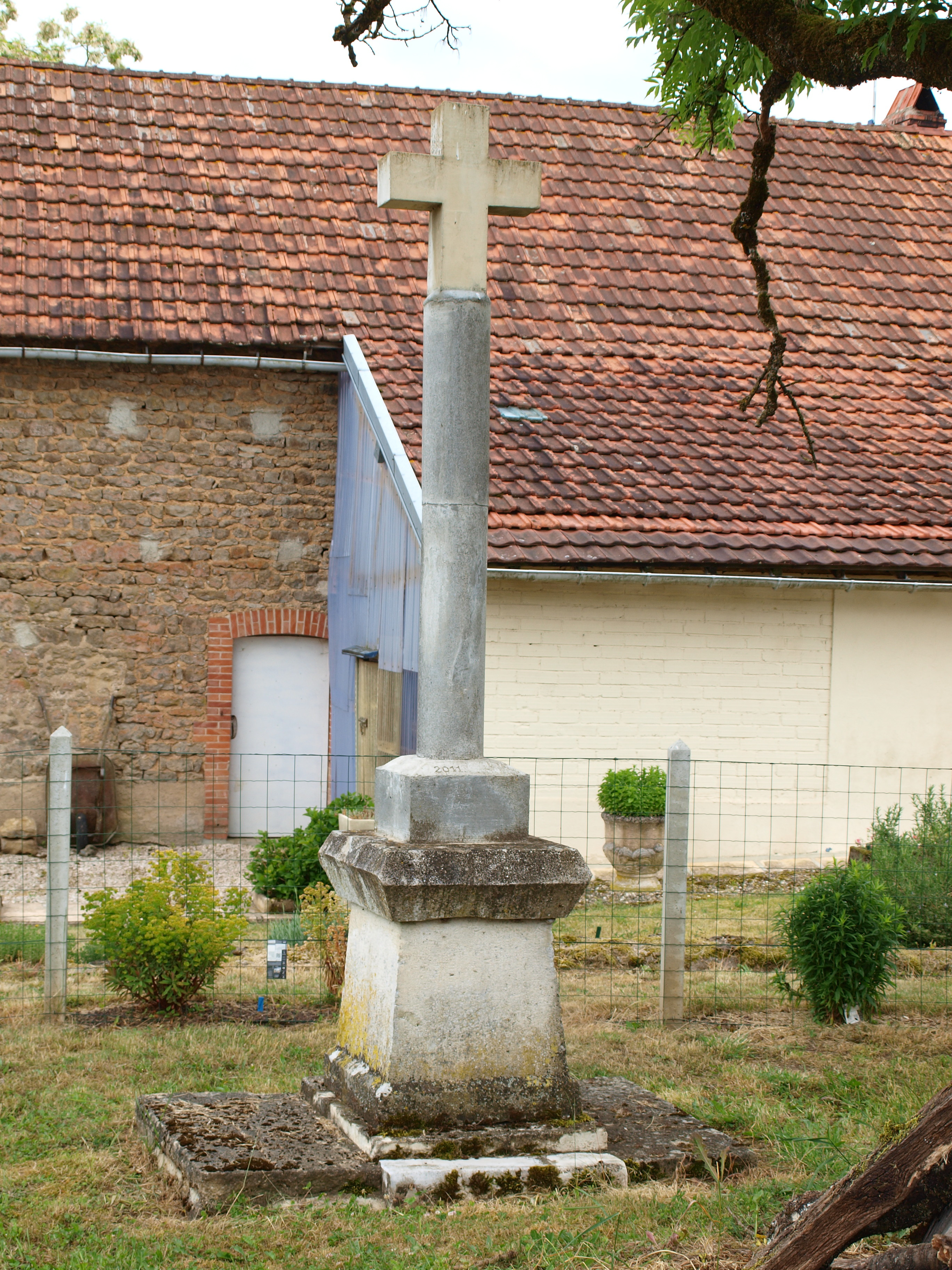
Flurkreuz im Weiler Avincey